# Niels Jerne
Niels Kaj Jerne FRS (Londres, 23 de dezembro de 1911 — Castillon-du-Gard, 7 de outubro de 1994) foi um médico imunologista dinamarquês nascido na Inglaterra. Foi agraciado com o Nobel de Fisiologia ou Medicina de 1984, por explicar a formação de anticorpos.
Jerne é conhecido por três ideias significativas. Em primeiro lugar, em vez de o corpo produzir anticorpos em resposta a um antígeno, Jerne postulou que o sistema imunológico já tem os anticorpos específicos de que precisa para combater os antígenos. Em segundo lugar, sabia-se que o sistema imunológico aprende a ser tolerante com o próprio eu. Jerne postulou que esse aprendizado ocorre no timo. Em terceiro lugar, sabia-se que as células T e as células B se comunicam entre si.
A teoria da rede de Jerne propôs que os sítios ativos dos anticorpos são atraídos tanto por antígenos específicos (idiotipos) quanto por outros anticorpos que se ligam ao mesmo sítio. Os anticorpos estão em equilíbrio, até que um antígeno perturbe o equilíbrio, estimulando uma reação imunológica.

## Primeiros anos
Seus ancestrais viveram na pequena ilha dinamarquesa de Fanø por séculos, mas, em 1910, seus pais se mudaram para Londres, onde Jerne nasceu em 1911.
Durante a Primeira Guerra Mundial, seus pais se mudaram para a Holanda e Jerne passou sua juventude em Rotterdam. Depois de estudar física por dois anos na Universidade de Leiden, Jerne mudou-se para Copenhagen e mudou seus estudos para o campo da medicina. Ele se formou na Universidade de Copenhagen em medicina em 1947. Quatro anos depois, ele recebeu o doutorado com sua tese, A Study of Avidity Based on Rabbit Skin Responses to Diphtheria Toxin-Antitoxin Mixtures.